# Глантън
Гла̀нтън (на английски: Glanton) е село в североизточна Англия, графство Нортъмбърланд. Населението му е около 239 души (2011).
Разположено е на 105 метра надморска височина в Нортъмбърландските пясъчникови хълмове, на 11 километра западно от Аник и на 18 километра източно от границата с Шотландия. Селището се споменава за пръв път през 1198 година.

## Известни личности
Родени в Глантън
- Хю Тревър-Ропър (1914 – 2003), историк